# Zabaione
Lo zabaione, o per ipercorrettismo zabaglione, è una crema dolce e spumosa a base di uova (tuorlo), zucchero e vino o vino liquoroso. Diede origine, in Italia, a noti liquori come il Vov e lo Zabov, entrambi marchi registrati. Il primo è del 1845 mentre il secondo risale all'ultimo dopoguerra. La ricetta è oggi diffusa in molti luoghi, legandosi ai diversi vini liquorosi tradizionali (Porto, Marsala, Xeres, Rivesaltes, Moscato). Dal 2015 rientra tra i prodotti agroalimentari tradizionali piemontesi.

## Storia
Lo zabaione è una preparazione che vanta parecchi secoli di storia. Tuttavia, come accade per molte ricette il cui ricordo si perde nei secoli, sulla sua origine sono sorte molte leggende; una di esse narra che l'invenzione risalirebbe al 1471 e sarebbe opera del capitano di ventura Giovan Paolo Baglioni.
Un'altra tradizione affermata sostiene invece che la ricetta sia stata introdotta nel XVI secolo a Torino: chiamata inizialmente crema di San Baylon, sarebbe divenuta in seguito semplicemente Sambayon, per ricordare il francescano san Pasquale Baylón, santo protettore di cuochi e pasticceri.
Secondo altre teorie, il nome zabaione potrebbe derivare da zabaja, bevanda dolce consumata in passato a Venezia e proveniente dalla costa illirica.

## Caratteristiche e preparazione
Lo zabaione viene preparato a caldo, a bagnomaria, e montato sino ad essere ben soffice con una frusta da cucina. Accompagna tagli di gelato alla crema, alcuni biscotti come le paste di meliga e le lingue di gatto, oltre ad alcune torte di noci e nocciole; è la base principale del ripieno della torta Ostiglia. È una preparazione diffusa in molti paesi d'Europa, comune tanto nella cucina casalinga quanto nelle cucine dei migliori chef.

## Varianti
Una possibile variante dello zabaione è la faldacchiera, una salsa a base di uova e zucchero usata come ripieno per dolci pugliesi come il pesce natalizio e l'agnello pasquale.